# Anne-Marie Cazalis
Anne-Marie Cazalis (Boufarik, Argélia, 4 de abril de 1920 – Paris, França, 29 de julho de 1988) foi uma escritora, atriz e jornalista francesa.

## Biografia
Anne-Marie Cazalis ganhou em 1943 o prémio de poesia Paul-Valéry. Amiga de Juliette Gréco, tornou-se uma figura emblemática das noites parisienses de Saint-Germain-des-Prés, onde convive com os escritores Boris Vian e Jean-Paul Sartre.
Em 1948 participou, junto com Jean Cau, no cenário de Ulysse ou les Mauvaises Rencontres, filmado por Alexandre Astruc.
Posteriormente dedicou-se ao jornalismo. Trabalhando para a revista Elle viajou pelo mundo. Publicou também diversos ensaios e romances. Encontra-se colaboração da sua autoria na Mocidade Portuguesa Feminina: boletim mensal.

## Trabalhos

### Cinema
- 1949 : Désordre de Jacques Baratier (curta-metragem)
- 1950 : Le Château de verre de René Clément : a standardiste
- 1950 : Le Quadrille de Jacques Rivette, com Jean-Luc Godard (curta-metragem)
- 1966 : Le Désordre à vingt ans de Jacques Baratier (documentário)

### Teatro
- 1951 : Le Diable et le Bon Dieu de Jean-Paul Sartre, dirigido por Louis Jouvet, Théâtre Antoine

### Livros
- Planh, 10 poèmes de Anne-Marie Cazalis, avec un portrait de l'auteur par Valentine Hugo, Paris, Odette Lieutier, fevereiro 1944
- La Décennie, Fayard, 1972 (romance)
- La Tunisie par-ci par-là, Promotion africaine, Tunísia, 1972
- Kadhafi, le Templier d'Allah, Gallimard, 1974
- Le Cœur au poing, La Table ronde, 1976 (romance)
- Mémoires d'une Anne, Stock, 1976
- 1358, La Jacquerie de Paris, le destin tragique du maire Étienne Marcel, Société de production littéraire, 1977
- Les Belles Années, co-écrit avec Anne-Marie Deschodt, Mercure de France, 1978 (romance)

### Planh
Planh. 10 poèmes de Anne-Marie Cazalis, avec un portrait de l'auteur par Valentine Hugo é o título de uma obra poética em francês da autoria de Anne-Marie Cazalis.
A obra foi publicada em Paris em fevereiro de 1944 por Odette Lieutier. A editora tirou do prelo apenas 250 exemplares da obra em edição artesanal feita a mão. Uma reedição quadrilíngue (francês, galego-português, espanhol e inglês) do poemário viu a luz em 2012.